# Toma de Matamoros (1864)
La Toma de Matamoros de 1864 tuvo lugar el 21 de septiembre de 1864 durante la Segunda Intervención Francesa en México. 
El general Tomás Mejía y un regimiento francés, a las órdenes del Coronel Aymard, derrotan a los republicanos y ocupan Matamoros, Tamaulipas. 